# Ентропія Гіббса
Ентропією Гіббса (також відомою як ентропія Больцмана — Гіббса) називають стандартну формулу для обчислення статистичної механічної ентропії термодинамічної системи:
{\displaystyle S=-k_{B}\sum _{i=1}^{N}p_{i}\ln p_{i}} ,
де {\displaystyle p_{i}} — ймовірність перебування системи в стані з номером {\displaystyle i} ({\displaystyle i=1,...,N}), додатний множник {\displaystyle k_{B}} виконує дві функції: його вибір рівнозначний вибору основи логарифма і вибору температурної шкали (зокрема він потрібен для зв'язки розмірностей). У термодинаміці цей множник називають сталою Больцмана.
Підсумовування в цій формулі ведеться за всіма можливими станами системи — зазвичай за {\displaystyle 6N} -вимірних точках для системи з {\displaystyle N} частинок. Величину {\displaystyle S} майже скрізь називають просто ентропією; її без зміни сенсу можна також назвати статистичною ентропією або термодинамічною ентропією.
- Формула ентропії Шеннона математично і концептуально еквівалентна ентропії Гіббса.
- Формула ентропії фон Неймана — дещо загальніший спосіб обчислення тієї самої величини.
- Ентропія Больцмана є окремим випадком ентропії Гіббса — коли доречним є допущення про рівноймовірність станів системи. У загальному випадку принцип Больцмана може давати завищене значення ентропії.
- Формула для ентропії Гіббса теж може дати завищене значення ентропії, якщо нехтуються кореляції між станами системи. Кореляції і залежності виникають у системах частинок, що взаємодіють, тобто у всіх системах, складніших, ніж ідеальний газ.